# Cabanès, Aveyron
Cabanès är en kommun i departementet Aveyron i regionen Occitanien i södra Frankrike. Kommunen ligger  i kantonen Naucelle som ligger i arrondissementet Rodez. År 2022 hade Cabanès 279 invånare.

## Befolkningsutveckling
Antalet invånare i kommunen Cabanès
Referens: INSEE